# バランスト・スコアカード
バランスト・スコアカード（英: balanced scorecard, BSC、バランス・スコアカードとも）は、ロバート・S・キャプラン（ハーバード・ビジネス・スクール教授）とデビッド・ノートン（コンサルタント会社社長）が1992年に「Harvard Business Review」誌上に発表した業績評価システムである。

## 概要
この概念は、従来の財務的指標中心の業績管理手法の欠点を補うものであり、戦略・ビジョンを４つの視点（財務の視点・顧客の視点・業務プロセスの視点・学習と成長の視点）で分類し、その企業の持つ戦略やビジョンと連鎖された財務的指標、及び非財務的指標を設定する必要がある。
なお、このバランスト・スコアカード（BSC）の概念は、業績評価システムから出発し、経営者情報システムとして発展した後、キャプラン/ノートンの最新著作においては、戦略的経営システムとして位置付けられている。
典型的なバランスト・スコアカードの実装は以下の4つのプロセスからなる。
1. ビジョンを実現可能な目標に翻訳する。
2. ビジョンについて議論し、個々の業績とリンクさせる。
3. ビジネス計画立案。
4. フィードバックと学習により、戦略に修正を加える。

## 4つの視点
4つの視点とは、財務の視点、顧客の視点、業務プロセスの視点、学習と成長の視点であり、各視点ごとに目標、業績評価指標、ターゲット、具体的プログラムが設定される。
- 財務の視点：株主や従業員などの利害関係者の期待にこたえるため、企業業績として財務的に成功するためにどのように行動すべきかの指標を設定する。
- 顧客の視点：企業のビジョンを達成するために、顧客に対してどのように行動すべきかの指標を設定する。
- 業務プロセスの視点：財務的目標の達成や顧客満足度を向上させるために、優れた業務プロセスを構築するための指標を設定する。
- 学習と成長の視点：企業のビジョンを達成するために組織や個人として、どのように変化（改善）し能力向上を図るかの指標を設定する。

## 業績に関する幅広い観点
黎明期
バランスト・スコアカードは、組織の業績・効率に関する評価をまとめた簡潔なレポートである。各評価尺度を1つ以上の期待値（目標値）と関連付けることで、組織の業績がそれら期待値に達していない場合に経営者に警報を発することとなる。1992年の Harvard Business Review の記事にもあるように、バランスト・スコアカードの鍵となるのはそのような評価尺度の選択方法である。
当初、バランスト・スコアカードは組織がその戦略の実施状況を監視するためのツールとして登場した。
初期のバランスト・スコアカードは4つの部分（観点）に分かれた表で表されていた。それは通常、「財務」、「顧客」、「業務プロセス」、「学習と成長」である。それぞれの観点について5から6個の評価尺度を列挙するのがよいとされる。観点の名称はこれ以外の組み合わせもあるし、観点の数がこれと異なる場合もある。これは、観点の選択によって「よりよい」設計が可能になると考えられたためである。この種のバランスト・スコアカードが抱える問題は、選択された評価尺度の妥当性である。すなわち、「あなたはなぜそれらの評価尺度を選んだのか？」という問題である。ユーザーがバランスト・スコアカードに選ばれた評価尺度に自信がない場合、それによって得られる情報も確信を持って利用できない。一般的ではないものの、このような初期のバランスト・スコアカードは今も設計され使われている。
初期のバランスト・スコアカードは設計が難しく、信頼性、実効性に乏しかった。そのため多くの場合、完成と同時に捨てられることとなった。
90年代以降
1990年代中盤、設計手法の改善がなされた。新たな手法では、評価尺度は「戦略的リンクモデル; strategic linkage model」や「戦略マップ; strategy map」で描かれる「戦略目標; strategic objectives」に基づいて選択される。この場合、戦略目標は従来の設計での複数の観点に分散しており、設計はより抽象的となる。経営者が各観点について5個か6個の評価尺度を選択するのは同じだが、評価尺度間の関係を図に描いて期待値（目標値）を決定する。各評価尺度の関係と目標値について合意に達した上で、バランスト・スコアカードの各尺度について適切な目標値が設定される。このような方法で評価尺度の選択の妥当性が向上し、運用が容易になる。この種のバランスト・スコアカードが現在では一般的となっている。
この修正されたバランスト・スコアカード設計手法にも問題はあるが、従来の手法よりは優れており、成功を収めてきた。
1990年代後半以降、バランスト・スコアカードを改良した手法が各種考案された。例えば、The Performance Prism、Results Based Management、Third Generation Balanced Scorecard などがある。これらの手法は設計問題を解決しようとするもので、特に組織を超えて利用可能なバランスト・スコアカードの設計や、評価対象の選択という問題に関連している。バランスト・スコアカードに関する書籍や記事では、バランスト・スコアカード自身とその設計過程を混同している場合が多い。特に「戦略的リンクモデル」や「戦略マップ」という用語とバランスト・スコアカードが混同されやすい。
バランスト・スコアカードはパフォーマンス管理ツールである。経営者はそれによって戦略的問題に注目でき、戦略立案に注力する。しかし、バランスト・スコアカード自体は戦略立案のためのものではないことを忘れないことが重要である。バランスト・スコアカードは戦略立案や他のツールと同時に存在する。

## 実際の利用
キャプランとノートンの調査によれば、企業はバランスト・スコアカードを以下の目的で利用している。
- 予算の明確化と更新
- 戦略的方向性の明確化と調整
- 業績の定期的評価

1997年、キャプランは調査対象企業のうち64%の企業がバランスト・スコアカード的な多面的な業績評価方法を採用していることを示した。
バランスト・スコアカードは、政府機関、軍、企業の部門、企業全体、非営利団体、学校などで利用されており、Web検索で多数のバランスト・スコアカードが見つかる。ただし、ある組織のバランスト・スコアカードを他の組織が流用することは推奨されておらず、バランスト・スコアカードは各組織に合った形で適用すべきとされている。

## ソフトウェアツール
バランスト・スコアカード情報のレポート作成を自動化するソフトウェアパッケージは多数存在する。バランスト・スコアカード作成に利用できるオープンソースのソフトウェアとして、Compiere  と BSPG  がある。
一方、汎用的なオフィスソフトウェア（表計算ソフト、ワードプロセッサ、プレゼンテーションソフトウェアなど）を利用する場合も多い。汎用ソフトで適切なテンプレートを構築する手間と専用ソフトを購入する費用のトレードオフの問題と言える。
専用ソフトとしては、オラクル社、SAP社、マイクロソフト社から発売されているが、かなり高機能で高額な製品が市場の大半である。低価格ソフトとしては、「戦略創造.light」（営業創造社）というものが3万円で販売されている。また2010年には、株式会社オオサワ･ビジネス･コンサルティングから月額１万円の廉価版クラウド型システムが発表されている。「e-scorecard 」

## バランスト・スコアカードなど数値目標管理の限界
バランスト・スコアカードやKPI(重要業績評価指標)などによる数値目標管理の限界が指摘されている。例えば、マーク ホダックの調査によると、バランストスコアカード(BSC)により業績給を支給している企業は、S&P 500の15 %を占めたが、その他の企業より平均3.5 %業績が低かったことが明らかになっている。